# Allegro moderato
Allegro moderato is een van oorsprong Italiaanse muziekterm die aangeeft in welk tempo gespeeld moet worden. Het bevat zowel de termen allegro (snel) als moderato (gematigd of matig snel). Er zijn voor wat tempo betreft twee mogelijkheden:
1. met de toevoeging 'moderato' wordt vooral een afzwakking (matiging) van het allegrotempo bedoeld. In de praktijk wordt dit opgevat als een matigend effect op de aanwijzing allegro. Dat wil zeggen dat de componist van een bepaald stuk wel een redelijk vlot tempo wenst, maar niet wil dat men een te snel tempo speelt. Een allegrotempo varieert van ruwweg 120 tot 138 metronoomtellen per minuut. In dit geval is verdedigbaar dat het hier de bedoeling is dat een tempo van 120 of iets eronder neemt, dan een gemiddeld allegrotempo van 128-132 tellen per minuut.
2. 'allegro' is de toevoeging (dus andersom). Daar een moderatotempo tussen de 108 en de 120 tellen per minuut ligt en de combinatie een tempo dat tussen het tempo behorend bij de twee termen gewenst is, komt het neer op een tempo van circa 116 tellen per minuut.

Hierbij moet wel worden opgemerkt dat tempi niet vastliggen en dit per stuk en daarbinnen per uitvoering flink kan verschillen door interpretatie van uitvoerend musici of dirigenten. 
Een ander aspect van de aanwijzing is de voordracht. Het kan gesteld worden dat het vrolijke karakter waarmee allegro geassocieerd wordt ook gematigd moet worden. Ook hier geldt dat dit zal verschillen per stuk, eventuele extra aanwijzingen die een componist geeft of de interpretatie van uitvoerend musici of dirigenten. 
Tot slot kan Allegro moderato ook als titel van een losstaande compositie of deel daarvan gebruikt worden. Een voorbeeld daarvan is het Allegro moderato van Frank Bridge.